# John Maclauchlam Milne
John Maclauchlan Milne (1885-1957) se trouve aux mêmes endroits, aux mêmes moments et fait le même type de peinture que ceux qui sont connus plus tard sous le nom de « Coloristes écossais », à savoir les artistes Samuel Peploe, Francis Cadell, John Duncan Fergusson et Leslie Hunter.

## Biographie
Fils du peintre paysagiste Joe Milne (1859-1911), il est élevé à Édimbourg.
Après avoir vécu au Canada puis à Londres, avec ses parents et ses frères et sœurs, il retourne en Écosse, et s'installe à Dundee en 1908-1909.

### Les Débuts
Il se marie en 1911 et vit à Kingoodie, sur la rive nord du Firth of Tay, et à plusieurs adresses de Dundee.
Jusqu'en 1920 son style est similaire à celui de son père. Un changement se produit dans ses premières peintures françaises de l’après-guerre.
Il est actif au sein de la Dundee Art Society. Pendant la Première Guerre mondiale, alors qu'il a rejoint le Royal Flying Corps en janvier 1917 et sert dans le nord de la France et en Belgique, il en a été élu président par contumace en 1919.

### Après la guerre
Après la guerre, il retourne à Dundee pour reprendre sa carrière. De 1920 à 1940, son atelier se trouve au 132a Nethergate.
En février 1920, une importante exposition d’art moderne français est organisée à Dundee par Matthew Justice de Thomas Justice & Sons, une société d’ébénistes qui souhaite se diversifier. Elle comprend des œuvres de Vincent van Gogh, Pierre Bonnard et Édouard Vuillard. Les premières années de l’après-guerre sont une période de changement radical dans l’art moderne, et les collectionneurs et marchands de Dundee furent au cœur de ce changement en Écosse.
C’est à cette époque que John Maclauchlan Milne, inspiré par les tableaux de Paul Cézanne, s’éloigne du style victorien qu’il avait appris de son père et de son oncle William Watt Milne (1865-1949) et commence à suivre son propre chemin en France. Il fait sa première exposition personnelle en mars 1921 aux galeries Murray au 106 Nethergate à Dundee.
Il ne tourne pas complètement le dos à l’Écosse, et ses œuvres exposées et datées des années 1920 comprennent  Torridon – Ross-shire à la Royal Scottish Academy en 1923.

### Les Voyages
Il peint à Paris et dans la vallée de la Loire en 1920-1921 et en 1924, il se rend sur la Côte d'Azur et peint à Cassis. Au cours des années 1920, il peint tout le long de cette côte, de L'Estaque, à l’ouest de Marseille, jusqu’à Saint-Paul-de-Vence, près de Nice. Saint-Tropez est un lieu de prédilection pour nombre de ses tableaux.
Il peint à Cassis en 1924, comme Samuel Peploe et Francis Cadell. L’énigme persistante est qu’il ne figure pas dans les histoires enregistrées d’aucun de ces autres personnages plus connus.
Il est soutenu par des collectionneurs de Dundee, dont William Boyd, directeur général à la retraite de James Keiller & Son Ltd et Matthew Justice de Thomas Justice & Sons Ltd.
L’effondrement financier de 1929 est suivi par des années de dépression économique et 1931 est peut-être son dernier voyage sur le continent. William Boyd cesse de collectionner ses tableaux.

### Retour en Ecosse
Au début des années 1930, il peint dans le Perthshire et dans les Highlands du centre et du nord-ouest de l’Écosse. Il séjourne à plusieurs reprises dans l’île d’Iona (1937, 1938 et 1939).
Il expose régulièrement lors des expositions annuelles de la Royal Scottish Academy, du Royal Glasgow Institute of the Fine Arts et, pendant un certain temps, à la Society of Scottish Artists et ailleurs.
Son exposition dans son atelier de Nethergate en avril 1940 semble marquer la fin de son séjour à Dundee. Cette même année il quitte Dundee pour l’Île d'Arran.
Il existe quelques peintures datées d’Arran des années précédentes (1932 et 1934), mais le flux continu de peintures d’Arran commença en 1939 et se poursuit jusqu’en 1956.
Il meurt à Greenock en octobre 1957.

## Postérité
Certains le désignent aujourd’hui comme « Le cinquième coloriste écossais » et d’autres comme « Le coloriste de Dundee ».
Son nom est toujours connu des collectionneurs, des marchands et des maisons de vente aux enchères, mais il a été oublié dans la mémoire générale de l’art écossais. Son apogée se situe entre les deux guerres mondiales.

## Œuvre
Le McManus de Dundee possède une importante collection d’œuvres de Milne, notamment A Fife Landscape (1920), qui marque la fin de sa première période.
Trente-sept de ses œuvres sont conservées dans des collections publiques, notamment à la Galerie nationale d'Écosse, à la Hunterian Art Gallery, au McLean Museum and Art Gallery de Greenock, au Perth Museum and Art Galleries et au Isle of Arran Heritage Museum.
- Le Long du rivage, 1916, huile sur toile, 30 × 41 cm, Collection privée, vente 2024[1]
- Paysage, Sutherland, 1930-1935, Huile sur toile, 91 × 121 cm, Galerie nationale d'Écosse[2]
- Le Quai des pêcheurs, Saint-Tropez, 1931, huile sur toile, Université de Glasgow[3]
- Nature morte aux légumes, vers 1931, Huile sur toile, 38 × 45 cm, Portland Gallery[4]
- Une rue à Saint-Tropez, huile sur toile, Collection privée, Fiche Atlas[5]
- Saint-Paul, Provence, huile sur carton toilé, 51 × 61 cm, Fiche Atlas[6]
- Paysage, huile sur toile, 52 × 71 cm, Paisley Museum and Art Galleries[7]
- L'Estaque, exposée en 1948, Huile sur toile, 70 × 90 cm, Royal College of Physicians and Surgeons of Glasgow[8]
- Durness, 1933, aquarelle, 28 × 39 cm, Collection privée, Vente 2020[9]
- Glen Sannox, 1939-1957, huile sur toile, Université de Glasgow[10]
- Fermes à Arran, vers 1940, Huile sur panneau, 38 × 45 cm, Portland Gallery[11]
- Ferry Rock, Arran, vers 1940, Huile sur toile, 51 × 61 cm, Portland Gallery[12]
- La Baie de Sannox, Arran , vers 1940, huile sur toile, marouflée sur panneau, 38 × 45 cm, Portland Gallery[13]
- Sannox, Arran, huile sur panneau, 38 × 46 cm, Perth Art Gallery[14]

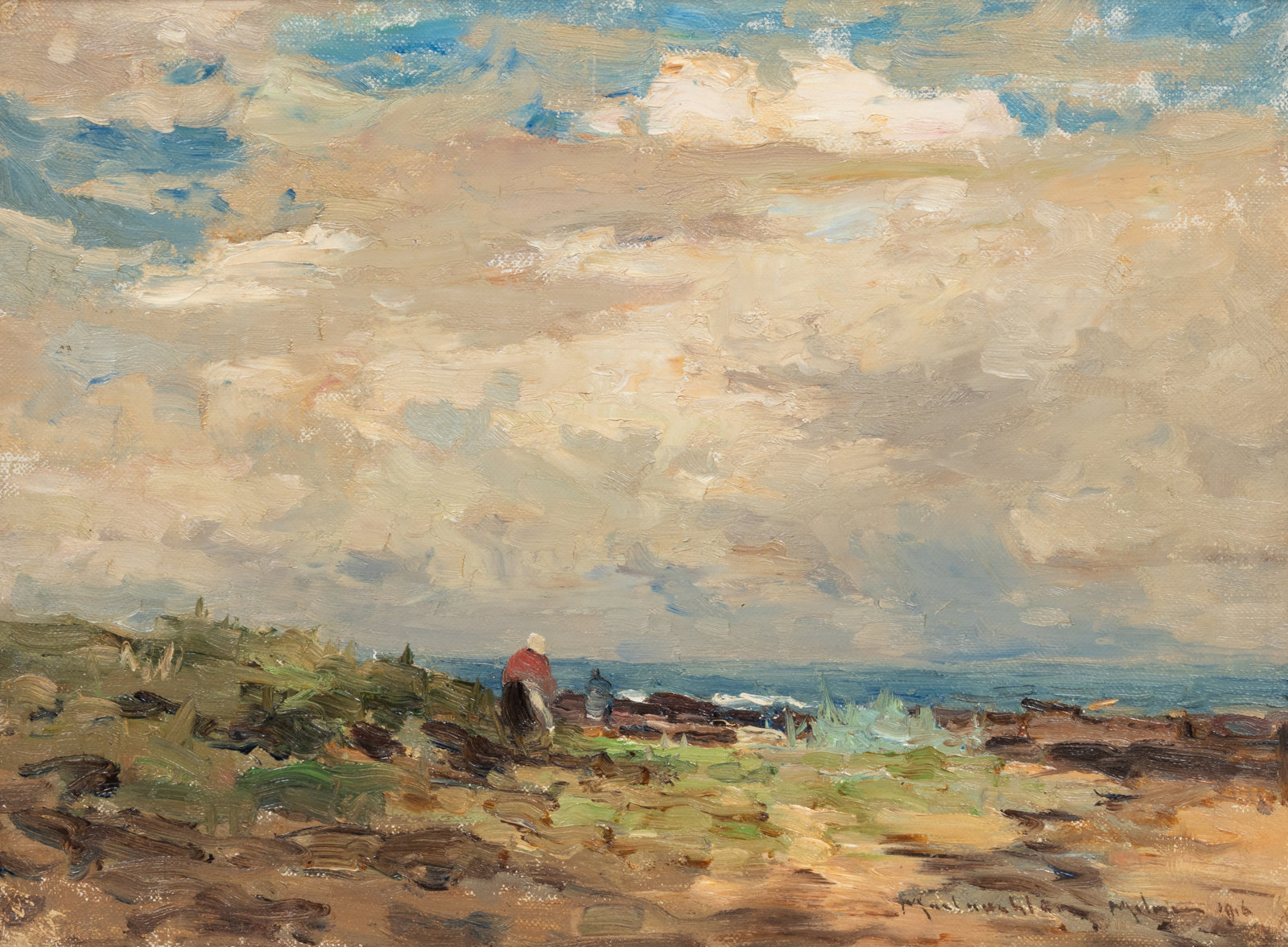
Le long du rivage, 1916 Collection privée
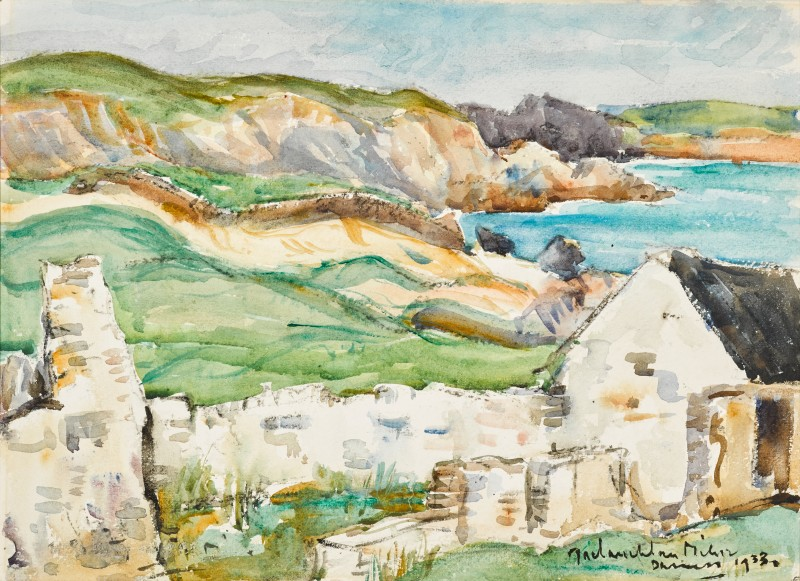
Durness, 1933 Collection privée
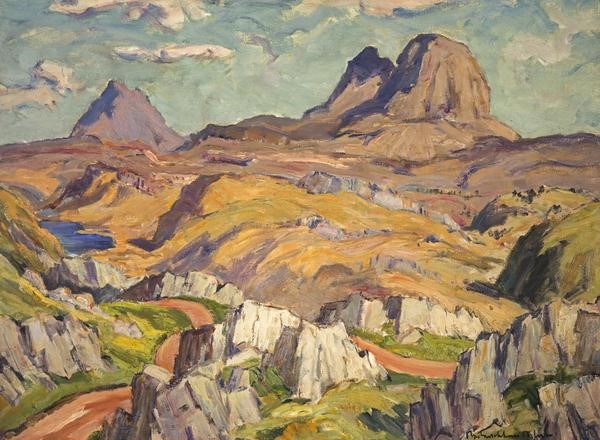
Paysage, Sutherland, 1930-1935 Galerie nationale d'Écosse